# 1913 Massacre
1913 Massacre è una canzone del cantautore statunitense Woody Guthrie che narra la morte di minatori e delle rispettive famiglie durante la strage della vigilia di Natale del 1913 in Calumet, Michigan.
La melodia del brano verrà ripresa da Bob Dylan per Song to Woody, il primo pezzo da lui scritto.

## Incisioni
Vari artisti hanno inciso 1913 Massacre, tra cui
- Woody Guthrie
- Ramblin' Jack Elliott
- Arlo Guthrie
- Alex Campbell
- Tim Grimm
- Lee Murdock
- Bob Dylan